# Fletcher Building

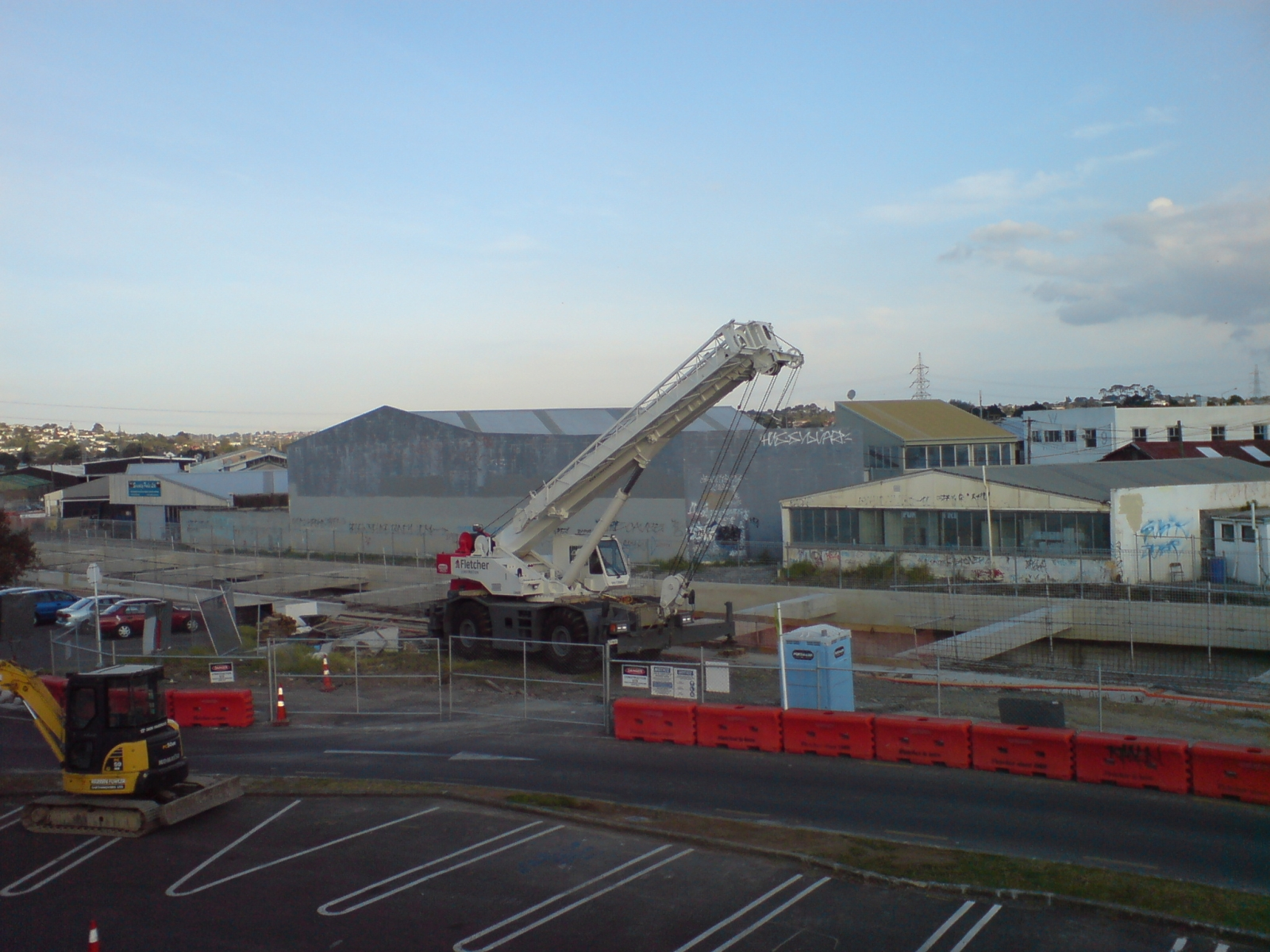
Fahrkran der Tochterfirma „Fletcher Construction“

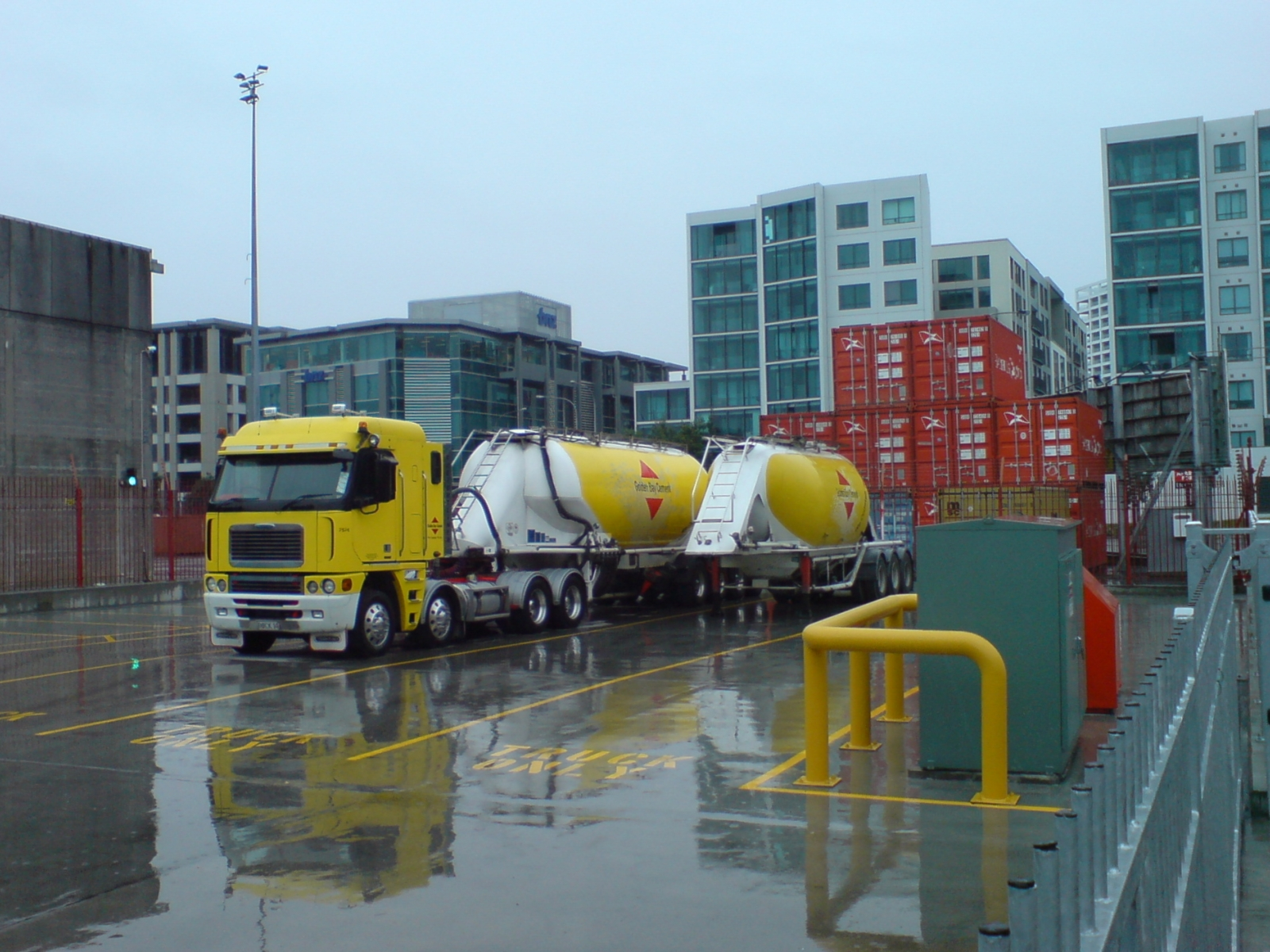
Golden Bay Zement, Fletcher Building

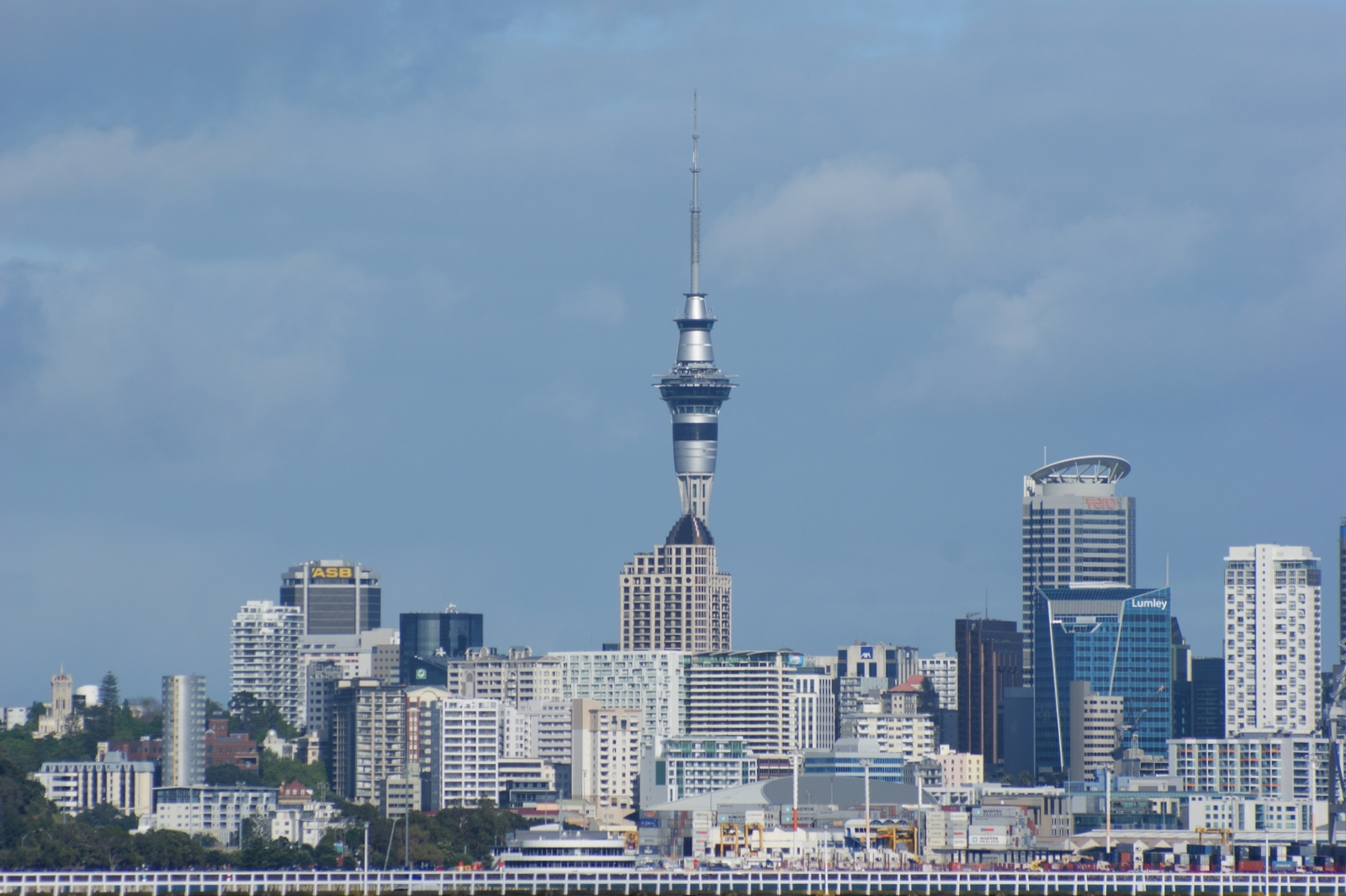
Der Sky Tower in Auckland (Fletcher Construction)

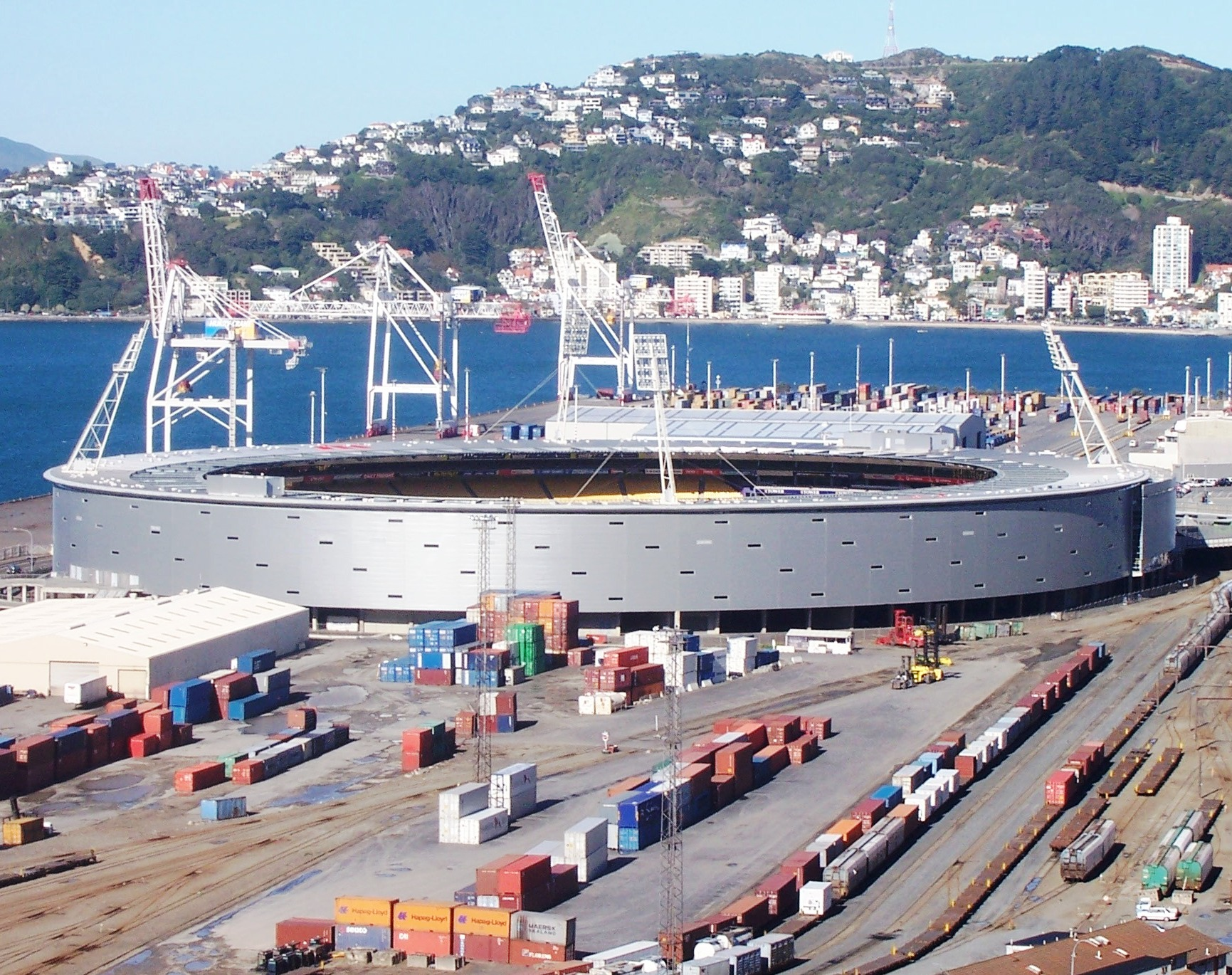
Das Westpac Stadium in Wellington, von Wadestown aus herabgeblickt (Fletcher Construction)

Fletcher Building Ltd., vormals Fletcher Holdings und später Fletcher Challenge ist ein börsennotiertes Bauunternehmen mit Sitz in Auckland in Neuseeland. Die Aktien des Unternehmens sind an der NZX und der ASX gelistet und weist dort die höchste Indexgewichtung (Marktkapitalisierung) auf. Die Firma handelt mit Baustoffen, wie Laminaten und Paneelen (einschließlich der Marken „Laminex“ und „Formica“), Kränen, Stahl und anderen Bauprodukten. Der Bilanzgewinn im Jahr 2011 lag bei 283 Millionen US-Dollar.

## Firmengeschichte
1908 wanderten der Steinmetz James Fletcher, dessen Bruder William John Fletcher (beide Schottland) und der Engländer Albert Morris nach Neuseeland aus. Dort gründeten sie gemeinsam die Firma „Fletcher and Morris“. 1909 erhielten sie den Auftrag, eine luxuriöse Villa in Dunedin zu errichten. Erstmals erbauten sie ein Haus aus Holz. Dieses steht heute noch und ist als „Fletcher House“ bekannt geworden.
Ab 1919 firmierte das Bauunternehmen als Limited Liability Company, was haftungsrechtlich etwa einer Kommanditgesellschaft ohne Komplementär entspricht. 1925 verlegte das Unternehmen seinen Sitz von Dunedin nach Auckland und firmierte als „Fletcher Construction“, bis diese Gesellschaft der „Fletcher Holdings Group“ einverleibt wurde. Ab 1942 führte der Sohn Fletchers, James Fletcher (junior), das Unternehmen, womit der Grundstein für ein großes Bau- und Baustoffimperium im austroasiatischen Raum gelegt war. Heute gilt Fletcher Building als zweitgrößtes Unternehmen Neuseelands mit weltweit 20.000 Beschäftigten.
1981 fusionierten die „Fletcher Holdings“, die „Challenge Corporation“ und die Zellstoff- und Papierfabrik, „Tasman Pulp“ zur „Fletcher Challenge“, einer internationalen Handelsgesellschaft, die neben dem Baugewerbe auch der Forst- und Energiewirtschaft verschrieben war. Zwanzig Jahre später veräußerte „Fletcher Challenge“ seine Papier- und Energiesparte. 2001 entstand „Fletcher Building“. Getreu der Tradition Fletchers widmete man sich nun wieder der Herstellung und dem Vertrieb von Baustoffen und Baumaterialien, sowie dem Bau von Wohnsiedlungen, Gewerbegebieten und dem Infrastrukturausbau. 2007 kam die „Formica Unternehmensgruppe“ zum Unternehmen. Damit stieg Fletcher Building zum weltgrößten Hersteller von dekorativen Oberflächenmaterialien und Hochdrucklaminaten auf. Der Konzern ist neben den südpazifischen Märkten auch im mittleren Osten und im Doppelkontinent Amerika vertreten.
Seit Oktober 2012 leitet Mark Adamson den Konzern. Er löste damit Jonathan Ling als CEO und Managing Director ab.
Fletcher Building engagiert sich in den Produktionsbereichen der Bauausführung, Zementherstellung, Herstellung von Baustahl und Baustoffen, wie Stahl-Dachplatten, Rohren und Rohrformstücken.

## Fletcher Construction
Fletcher Construction ist eine bedeutende Tochterfirma der Fletcher Building. Fletcher Construction konnte im Jahr 2006 einen Gewinn nach Steuern von 379 Millionen $NZ ausweisen. Verantwortlich waren hierfür erfolgreiche Vorhaben in den Vereinigten Staaten, Malaysia und Hongkong sowie im Heimatland. Mit 42 % lagen knapp die Hälfte aller Investitionen außerhalb von Neuseeland.
Die Firma steht für eine Reihe bedeutender Bauprojekte:
- Museum of New Zealand Te Papa Tongarewa, Wellington[7]
- Skycity Auckland, Auckland
- Sky Tower (Auckland), Auckland[8]
- Westpac Stadium, Wellington[9]
- Kraftwerk Manapouri, im Fiordland-Nationalpark am Lake Manapouri, ein Joint Venture (Fletcher, Dillingham, Ilbau)[10]
- Upper Harbour Bridge, Waitematā Harbour, Auckland[11]
- Rewa Bridge, Fidschi[12]
- Northern Busway, Auckland, Auckland[13]
- Mangere Bridge (bridges), Auckland
- Kingseat Hospital, Karaka